# Sphenoptera eroylandusica
Sphenoptera eroylandusica es una especie de escarabajo barrenador metálico del género Sphenoptera, de la familia Buprestidae, orden Coleoptera.

## Distribución
Se distribuye por la región paleártica.

## Taxonomía
Fue descrita por Zykov & Alexeev en 1993.